# Pseuderemus exiguus
Pseuderemus exiguus är en insektsart som först beskrevs av Brunner von Wattenwyl 1888.  Pseuderemus exiguus ingår i släktet Pseuderemus och familjen Gryllacrididae. Inga underarter finns listade i Catalogue of Life.